# Sileo S10
De Sileo S10 is een elektrische busmodel, geproduceerd door de Duitse busfabrikant Sileo. Dit model bus is in 2014 geïntroduceerd en in 2017 werd het ontwerp van de bus aangepast naar een meer trambus ontwerp. Sinds 2017 wordt het chassis gebouwd door de Turkse constructeur Karsan.

## Inzet
Sinds de introductie in 2014 zijn er verschillende exemplaren afgeleverd en/of besteld in onder andere Duitsland en Luxemburg.
| Bedrijf          | Serie     | Aantal    | Inzet                    | Opmerking |
| Duitsland        | Duitsland | Duitsland | Duitsland                | Duitsland |
| ---------------- | --------- | --------- | ------------------------ | --------- |
| KVG Braunschweig | ??        | 1         | Stadsdienst Braunschweig |           |
| Luxemburg        |           |           |                          |           |
| Voyages Bollig   | VE3333    | 1         | Stadsdienst Luxemburg    |           |

## Verwante bustypen
- S12 - 12-meteruitvoering
- S18 - 18-meteruitvoering
- S24 - 24-meteruitvoering